# 加洛韋鎮區 (新澤西州)
加洛韋鎮區（英語：Galloway Township）是位於美國新澤西州大西洋縣的一個鎮區。

## 地方資料
加洛韋鎮區的面積為296.52平方千米，當中陸地面積為229.65平方千米，而水域面積為66.87平方千米。根據2020年美國人口普查的數據，當地共有人口37813人，而人口密度為每平方千米127.52人。